# Cherryvale (Kansas)
Cherryvale es una ciudad ubicada en el condado de Montgomery en el estado estadounidense de Kansas. En el año 2010 tenía una población de 2367 habitantes y una densidad poblacional de 577,32 personas por km².

## Geografía
Cherryvale se encuentra ubicada en las coordenadas 37°16′5″N 95°33′3″O / 37.26806, -95.55083 (37.268010, -95.550778).

## Demografía
Según la Oficina del Censo en 2000 los ingresos medios por hogar en la localidad eran de $27,917 y los ingresos medios por familia eran $33,599. Los hombres tenían unos ingresos medios de $25,964 frente a los $19,356 para las mujeres. La renta per cápita para la localidad era de $13,655. Alrededor del 18.9% de la población estaban por debajo del umbral de pobreza. El índice de costo de vida en marzo de 2019 en Cherryvale era de 78.3 (considerado bajo, ya que el promedio de Estados Unidos es de 100).